# The Golden Palominos
The Golden Palominos sono un gruppo musicale statunitense guidato dal batterista e compositore Anton Fier.

## Storia
Nacquero come supergruppo nel 1981 a Cleveland attorno alla figura di Fier, batterista di formazioni storiche del rock più sperimentale dell'epoca (Pere Ubu, The Lounge Lizards). La prima formazione che pubblicò l'album d'esordio comprendeva Bill Laswell al basso, John Zorn al sax, Fred Frith alla chitarra ed al violino. Il loro stile iniziale, ispirato dai Material di Bill Laswell e dalla no wave, comprendeva molti elementi: ritmi funk, minimalismo, tribalismi africani, cacofonie, ecc.
Già dal secondo album la formazione subì un radicale cambiamento, rimasero solo Fier e Laswell, che rimasero gli unici membri fissi assieme al chitarrista Nicky Skopelitis e si aggiunsero altri musicisti come Michael Stipe (REM ), John Lydon (Sex Pistols, Public Image Limited ) Arto Lindsay, Syd Straw, Jack Bruce (Cream ), Richard Thompson e altri.

## Formazione

### Formazione attuale
- Anton Fier

### Ex componenti
- Bill Laswell
- Nicky Skopelitis
- Amanda Kramer
- John Zorn
- Fred Frith
- Lori Carson
- Knox Chandler
- Arto Lindsay
- Jody Harris
- Syd Straw
- Peter Blegvad
- Lydia Kavanagh
- Nicole Blackman
- Andy Hess
- Tony Scherr
- David Moss
- Michael Stipe

## Discografia

### Album in studio
- The Golden Palominos (1983)
- Visions of Excess (1985)
- Blast of Silence (Axed My Baby for a Nickel) (1986)
- A Dead Horse (1989)
- Drunk with Passion (1991)
- This Is How It Feels (1993)
- Pure (1994)
- Dead Inside (1996)
- A Good Country Mile (2011) con Kevn Kinney